# Colorazione di Azan-Mallory
La colorazione di Azan-Mallory è una tecnica istologica usata per distinguere le cellule dalla matrice extracellulare e per mettere in evidenza le fibre di collagene del tessuto connettivo.
Viene usato prima Azocarminio secondo il metodo Heidenhain, un colorante che colora i nuclei (si tratta di un colorante basico, difatti il nucleo che è basofilo viene colorato), cromatina, eritrociti e granuli acidofili dell'ipofisi molto intensamente di rosso, neurofibrille di colore rossastro e il citoplasma di rosso pallido. Quindi si usa l'acido fosfotungstico e poi viene usata la miscela policroma di Mallory che contiene blu di anilina, orange G e acido ossalico, che colora intensamente di blu le fibre di collagene, reticolo e granuli basofili dell'ipofisi, di azzurro le mucine e granuli citoplasmatici delle cellule delta dell'ipofisi, di arancio le cellule del sangue e le fibre muscolari. 
Il meccanismo di colorazione non è ancora completamente compreso. Alcune spiegazioni propongono che l'acido fosfotungstico funga da mordente per legare i colori basici al tessuto. L'adsorbimento sul tessuto o sulla superficie dei virus e la relativa alta densità elettronica sono le basi di azione dell'acido fosfotungstico come macchia negativa. Questa densità elettronica risulta dalla presenza dei 12 atomi del tungsteno di cui ciascuno ha un numero atomico di 74. Il meccanismo d'adsorbimento sul tessuto è stato proposto come elettrostatico piuttosto che di tipo legame idrogeno, in virtù del fatto che l'adsorbimento non è influenzato da pH.